# Onthophagus flavocinctus
Onthophagus flavocinctus är en skalbaggsart som beskrevs av Frey 1975. Onthophagus flavocinctus ingår i släktet Onthophagus och familjen bladhorningar. Inga underarter finns listade i Catalogue of Life.